# Macrocera stigma
Macrocera stigma is een muggensoort uit de familie van de paddenstoelmuggen (Mycetophilidae).

## Kenmerken
Deze lichtbruine mug heeft een gebocheld borststuk met lange, dunne poten, harige vleugels en lange, dunne antennen.

## Verspreiding
Deze soort is wijdverspreid in West-Europa op vochtige, schaduwrijke plaatsen.